# اسپی بن
اسپی بن یا اسپید بن روستایی در دهستان مینان بخش مینان شهرستان سرباز استان سیستان و بلوچستان ایران است.

## جمعیت
بر پایه سرشماری عمومی نفوس و مسکن در سال ۱۳۹۵ جمعیت این روستا ۱۸۳ نفر (۳۹خانوار) بوده‌است.